# Rennes-en-Grenouilles
Rennes-en-Grenouilles – miejscowość i gmina we Francji, w regionie Kraj Loary, w departamencie Mayenne.
Według danych na rok 1990 gminę zamieszkiwały 122 osoby, a gęstość zaludnienia wynosiła 16 osób/km² (wśród 1504 gmin Kraju Loary Rennes-en-Grenouilles plasuje się na 1106. miejscu pod względem liczby ludności, natomiast pod względem powierzchni na miejscu 1101.).